# Emanuel Reinoso
Emanuel Alberto Reinoso (Mendoza, Argentina; 1 de febrero de 1983) es un futbolista argentino que juega como delantero y su actual equipo es el Unión de Villa Krause del Torneo Argentino A.

## Trayectoria
Comenzó jugando en las filas de Godoy Cruz de Mendoza, en donde pasa en cada una de las divisiones inferiores y hace su debut en el 2001 jugando en el Nacional B y obteniendo muy buenos resultados.
En el 2003 se va al Club Atlético Juventud Unida Universitario del Torneo Argentino A (tercera división de Argentina en lo que corresponde a las ligas del interior del país), luego se marcha al Deportivo Maipú del Torneo Argentino B, en donde es figura y goleador ascendiendo al Torneo Argentino A.
En el primer semestre del año 2007 lo juega en Club Atlético Huracán (Tres Arroyos) de la Segunda División Argertina.
Después jugó en la Universidad de Concepción de la Primera División de Chile donde fue goleador de su equipo, jugó la final contra el Colo-Colo y fue subcampeón del fútbol chileno.
Luego (en 2008) pasó por el Deportivo Azogues de Ecuador, donde dio una muy buena imagen en el campeonato ecuatoriano.
A mediados de 2008, se transforma en la flamante incorporación del Deportivo Maipú de Mendoza, donde jugó el Torneo Argentino A de la temporada 2008-2009. De esta manera, Atlético Tucumán, club que lo pretendía, no llega a un acuerdo económico por él.
En 2010 tiene un breve paso por el fútbol boliviano jugando para Jorge Wilstermann. A mediados del mismo año decide regresar a la Argentina y ficha por Desamparados de San Juan.
En 2012 regresa al Deportivo Maipú para jugar la Temporada 2012/13 del Torneo Argentino A.

## Clubes
| Club                       | País      | Año             | PJ | Goles |
| -------------------------- | --------- | --------------- | -- | ----- |
| Godoy Cruz                 | Argentina | 2001-2003       | 28 | 1     |
| Juventud Unida (SL)        | Argentina | 2004-2005       |    |       |
| Deportivo Maipú            | Argentina | 2005-2006       |    |       |
| Huracán (Tres Arroyos)     | Argentina | 2007            | 17 | 3     |
| U. de Concepción           | Chile     | 2007            | 18 | 6     |
| Deportivo Azogues          | Ecuador   | 2008            | 20 | 3     |
| Deportivo Maipú            | Argentina | 2008-2009       |    |       |
| Jorge Wilstermann          | Bolivia   | 2010            | 0  | 0     |
| Desamparados (SJ)          | Argentina | 2010-2012       | 37 | 9     |
| Deportivo Maipú            | Argentina | 2012-2013       |    |       |
| Juventud Unida de San Luis | Argentina | 2013-2015       |    |       |
| Independiente Rivadavia    | Argentina | 2016-2017       | 33 | 4     |
| Unión de Villa Krause      | Argentina | 2017 - presente | 9  | 1     |